# Camptoloma interioratum
Camptoloma interioratum là một loài bướm đêm thuộc phân họ Arctiinae, họ Erebidae.